# Frankrikes Grand Prix 1985
Frankrikes Grand Prix 1985 var det sjunde av 16 lopp ingående i formel 1-VM 1985.

## Resultat
1. Nelson Piquet, Brabham-BMW, 9 poäng
2. Keke Rosberg, Williams-Honda, 6
3. Alain Prost, McLaren-TAG, 4
4. Stefan "Lill-Lövis" Johansson, Ferrari, 3
5. Elio de Angelis, Lotus-Renault, 2
6. Patrick Tambay, Renault, 1
7. Derek Warwick, Renault
8. Marc Surer, Brabham-BMW
9. Thierry Boutsen, Arrows-BMW
10. Eddie Cheever, Alfa Romeo
11. Riccardo Patrese, Alfa Romeo
12. Manfred Winkelhock, RAM-Hart
13. Stefan Bellof, Tyrrell-Ford
14. Teo Fabi, Toleman-Hart (varv 49, bränslesystem)
15. Piercarlo Ghinzani, Osella-Alfa Romeo

### Förare som bröt loppet
- Martin Brundle, Tyrrell-Renault (varv 32, växellåda)
- Niki Lauda, McLaren-TAG (30, växellåda)
- Ayrton Senna, Lotus-Renault (26, motor)
- Gerhard Berger, Arrows-BMW (20, olycka)
- Pierluigi Martini, Minardi-Motori Moderni (19, olycka)
- Philippe Alliot, RAM-Hart (8, bränslesystem)
- Jonathan Palmer, Zakspeed (6, motor)
- Michele Alboreto, Ferrari (5, turbo)
- Andrea de Cesaris, Ligier-Renault (4, styrning)
- Jacques Laffite, Ligier-Renault (2, turbo)

### Förare som ej startade
- Nigel Mansell, Williams-Honda (skadad)